# Eriosyce multicolorispina
Eriosyce multicolorispina là một loài thực vật có hoa trong họ Cactaceae. Loài này được Janeba & Slaba mô tả khoa học đầu tiên năm 2000.